# 1958 في الدنمارك
فيما يلي قوائم الأحداث التي وقعت خلال عام 1958 في الدنمارك.

## سياسة

### تعيين في المنصب
- 8 أكتوبر – جينز أوتو كراغ وزير الخارجية [الإنجليزية]‏.

## مواليد

### فبراير
- 1 فبراير – سورين لربي لاعب كرة قدم دنماركي.
- 3 فبراير – كلاوس برغرين لاعب كرة قدم دنماركي.
- 10 فبراير – كيم أندرسون درّاج طريق دنماركي.

### أبريل
- 10 أبريل – فليمنغ كريستنسن لاعب كرة قدم دنماركي.
- 26 أبريل – جيانكارلو اسبوزيتو

### سبتمبر
- 22 سبتمبر – ستين ثيتشوسين لاعب كرة قدم دنماركي.

### ديسمبر
- 21 ديسمبر – ديفيد هيليس

## وفيات

### مارس
- 11 مارس – أوله كيرك كريستيانسن (مواليد 1891)